# Triptih iz Stavelota
Triptih iz Stavelota je srednjeveški relikviarij in prenosni oltar v zlatu in emajlu, namenjen zaščiti, čaščenju in razstavljanju kosov pravega križa.  Ustvarili so ga  mozanski umetniki - "Mozan" pomeni dolino reke Meuse - okoli 1156 v cesarskem samostanu Stavelot v današnji Belgiji. Delo je mojstrovina romanskega zlatarstva in ga danes hranijo v Morgan Library & Museum v New Yorku. 

## Opis
Triptih iz Stavelota je tridelni krilni oltar; z odprtimi krili visok 480 mm in širok 660 mm. V takem triptihu zunanja krila ščitijo (ko so zaprta) srednji odsek, ki vsebuje dva manjša triptiha, od katerih vsak vsebuje kose pravega križa. Črno žametno ozadje je novejše, prvotno je bilo zlato polje z intarzijo poldragih kamnov - primer Lotarjev križ. Dva notranja triptiha sta v tehniki cloisonné emajl, tehnika, značilna za bizantinsko umetnost. Šest večjih medaljonov (trije na vsakem zunanjem krilu) so v tehniki champlevé, ki je do takrat v veliki meri nadomestila cloisonné na zahodu in v katerih so bili mozanski kovači vodilni umetniki v Evropi.
Zunanji triptih je mozanskega izvora, zgrajen za hišo dveh notranjih triptihov bizantinskega izvora, ki so nekaj desetletij starejši kot zunanji. Umetniki niso znani, čeprav so primerjali nekatera dela, ki so prihajala iz iste delavnice. Ne vemo z gotovostjo, kdo ga je naročil ali kdo ga je plačal. Benediktinski samostan Stavelot je vladal kneževini Stavelot-Malmedy, majhna enota Svetega rimskega cesarstva in je v tem času naročil številne veličastne kovinske verske predmete, kot tudi očitno vodil skriptorij, ki je izdelal nekaj pomembnih iluminiranih rokopisov, najpomembnejša je Stavelotova Biblija iz leta 1093–97.  Vemo, da je cesar Friderik I. Barbarossa leta 1154 poslal v diplomatsko misijo v Konstantinopel kneza-opat Wibalda (1098–1158).  Wibald naj bi dva manjša triptiha prejel kot diplomatsko darilo bizantinskega cesarja Manuela I. Komnena in po vrnitvi naročil mozanskim umetnikom, da ustvarijo večji zunanji triptih. Triptih je bil zagotovo v opatiji, ko je bila zatrta leta 1792, po francoski revoluciji.  Zadnji knez-opat, Célestin Thys, je triptih prenesel v Nemčijo v času napoleonskih vojn, kjer je ostal do leta 1910, ko ga je kupil londonski trgovec, ki ga je prodal J. P. Morganu. 
Od notranjih triptihov, večinoma v zlatu in sklenini, ima spodnji, večji, dva lesena koščka pravega križa, ki tvorita križ. Okoli tega so na osrednji plošči emajlirane stoječe figure Konstantina na levi in svete Helene (Konstantinova mati, ki je prva našla pravi križ) na desni, pod poprsji arhangelov. Del X-oblike, z biseri na vsakem od štirih koncev, drži križ skupaj. V notranjosti kril so štirje vojaški svetniki: sveti Jurij in sveti Prokopij na levi, Teodor in Demetrij Solunski na desni. Zunanji deli kril vsebujejo figure štirih evangelistov.
Zgornji, manjši triptih vsebuje relikvije pravega križa, božjega groba in obleke Device Marije. Osrednji panel ima Križanje z Marijo in sv. Janezom Evangelistom, ki stojijo ob križu s soncem in luno nad križem. Notranjost kril ima geometrijsko dekoracijo, zunanjost pa Marijino oznanjenje.
Zunanja krila glavnega triptiha vsebujejo emajlirane medaljone s pripovednimi scenami iz legend o pravem križu, zgodbe, znane v srednjem veku. Na vrhu dveh medaljonov je napisano: 
Glejte Gospodov križ, pobegnite, sovražne sile,
zmagal je lev iz Judovega rodu, Davidova korenina.
Trije medaljoni na levi strani pripovedujejo zgodbo o Konstantinovem spreobrnjenju v krščanstvo. Začenši s spodnjim medaljonom na levem krilu, ki prikazuje podobo srednjeveške verzije legende o Konstantinu, ki je sanjal noč pred bitko pri Milvijskem mostu, kjer sanja angela, ki kaže na križ in mu pove, da bo pod tem znakom zmagal. Srednji medaljon kaže Konstantinovo zmago na Milvijskem mostu, s praporom s križem. Zgornji medaljon kaže, da je papež Silvester I. pod Božjo roko Konstantina krstil tik pred smrtjo.
Trije medaljoni na desnem krilu pripovedujejo o sveti Heleni in odkritju pravega križa. Začenši s spodnjim medaljonom na desnem krilu, Helena vpraša judovske voditelje (ki nosijo judovske klobuke) o lokaciji križa. V srednjem medaljonu Helena opazuje, kako služabniki izkopavajo križ na Kalvariji pod Božjo roko; dva kraka sta že izkopana. V zgornjem medaljonu Helena preizkuša tri križe na bolnem človeku, da bi našla pravega križa, ki ima zdravilne moči. 
Poleg mojstrskega zlatarstva in lepote triptiha iz Stavelota, ostaja poučen tudi kot prikaz raznolike vzhodne in zahodne krščanske umetniške tradicije v romanskem obdobju. Ne samo, da se tehnike sklenine razlikujejo od zunanjega triptiha do manjših notranjih triptihov, temveč se način, kako so slike in ideje izražene, zelo razlikujejo. Vzhodni bizantinski umetniki uporabljajo statične, hierarhične figure, zamrznjene na mestu, ki tiho častijo Kristusa in križ. V nasprotju s tem pa zahodni umetniki uporabljajo pripovedni prikaz z animiranimi liki, ki kažejo dramatične vizije, bitke in čudeže.